# Apatzingán (Tabasco)
Apatzingán es un ejido del municipio de Balancán ubicado en la subregión de los Ríos del estado mexicano de Tabasco.

## Geografía
La localidad se ubica a 54.3 kilómetros (en dirección noreste) de la localidad de Balancán de Domínguez, la cabecera y lugar más poblado del municipio. Se sitúa en las coordenadas geográficas 17°36′17″N 91°04′08″O / 17.604722, -91.068889, a una elevación de 44 metros sobre el nivel del mar.

## Demografía
Según el Conteo de Población y Vivienda 2020, efectuado por el Instituto Nacional de Estadística y Geografía, la localidad de Apatzingán tiene 1,163 habitantes, de los cuales 583 son del sexo masculino y 580 del sexo femenino. Su tasa de fecundidad es de 2.87 hijos por mujer y tiene 318 viviendas particulares habitadas.
| Gráfica de evolución demográfica de Apatzingán entre 1970 y 2020 |
|                                                                  |
| INEGI.                                                           |